# Epipregnanolon sulfat
Epipregnanolon sulfat je agonist NMDA receptora.